# نبرد ماینز (۴۰۶)
نبرد ماینز نبردی بود که میان فرانک‌ها و نیروهای متحد واندال، آلان‌ها و سوئبی در ۳۱ دسامبر ۴۰۶ میلادی رخ داد. در این نبرد واندال‌ها و آلان‌ها پیروز شدند و راه برای حملهٔ آنان به گل هموار شد.